# Conjecture de Mertens

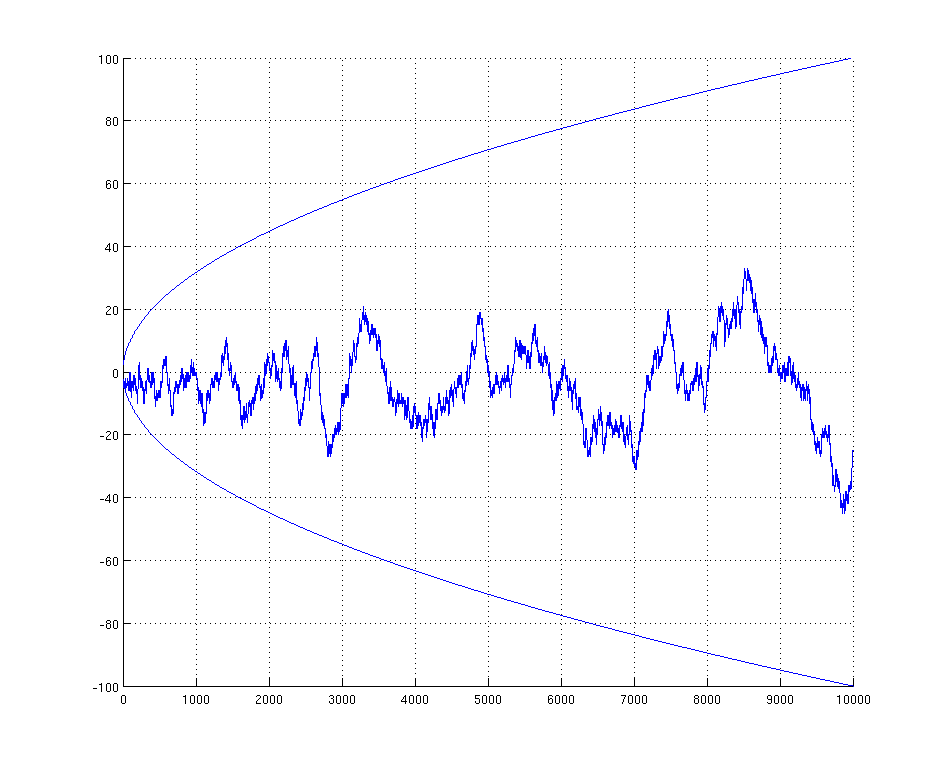
Le graphe montre la fonction de Mertens et les racines carrées pour. Après avoir calculé ces valeurs, Mertens a supposé que la valeur absolue de était toujours bornée par. Cette hypothèse, connue sous le nom de conjecture de Mertens, a été réfutée en 1985 par Andrew Odlyzko et Herman te Riele.

En théorie des nombres, si nous définissons la fonction de Mertens ainsi :
{\displaystyle \mu } étant la fonction de Möbius, alors la conjecture de Mertens énonce que
Stieltjes prétendit en 1885 que M(n)⁄√n était compris entre deux bornes constantes, qui selon lui pouvaient être –1 et 1. Mertens à son tour publia un article en 1897 affirmant, calcul de M(104) à l'appui, que l'inégalité |M(n)| < √n lui semblait très probable pour tout n > 1.
Or toute inégalité de la forme |M(n)| < c√n, c étant un réel positif, implique l'hypothèse de Riemann. 
Plus précisément, l'hypothèse de Riemann est équivalente à :
On démontre un sens de cette équivalence ainsi :
où ζ est la fonction zêta de Riemann. La conjecture de Mertens indiquait que cette intégrale converge pour Re(z) > 1/2, ce qui impliquerait que 1⁄ζ  est définie pour Re(z) > 1/2 et par symétrie pour Re(z) < 1/2. Ainsi, les seuls zéros non triviaux de ζ vérifieraient Re(z) = 1/2, ce qui est l'énoncé de l'hypothèse de Riemann.
Mais en 1985, Herman te Riele et Andrew Odlyzko ont démontré que la conjecture de Mertens est fausse. Plus précisément, ils ont démontré que M(n)⁄√n a des valeurs supérieures à 1,06 et des valeurs inférieures à –1,009. János Pintz a montré peu après qu'il existe au moins un entier inférieur à exp(3,21.1064) réfutant la conjecture.
On ignore toujours si M(n)⁄√n est bornée, mais Te Riele et Odlyzko considèrent qu'il est probable que non.